# La Banquise (restaurant)
Pour les articles homonymes, voir La Banquise.
La Banquise est un restaurant montréalais, situé au coin de la rue Rachel et de l'avenue du Parc La Fontaine. Fondé en 1968, tout d'abord comme salon de crème glacée, le restaurant est surtout reconnu pour ses 30 sortes de poutine et son service ouvert 24 heures sur 24. C'est un des endroits les plus reconnus à Montréal en ce qui concerne la qualité et les variétés de poutine,.

## Histoire
Fondée par Pierre Barsalou, La Banquise servait originellement de la crème glacée, puis des hot dogs et des frites. Ce n'est qu'au début des années 1980 que la poutine est servie. En 2006, La Banquise fait de grandes rénovations, passant ainsi d'un casse-croûte à un restaurant à part entière. Jusqu'en 2023, l'établissement est tenu par Annie, la fille cadette de Pierre Barsalou, avec son conjoint Marc Latendresse,.
En novembre 2023, le resto est acquis par les propriétaires d'Ashton.